# 孟静
孟静，河南洛阳人，中国知名娱乐记者，曾工作于《三联生活周刊》，现为《Vista看天下》杂志副主编。

## 经历
孟静曾在河南地方媒体工作数年，后短暂就职于《中国新闻周刊》，2003年成为《三联生活周刊》文化部记者，主要从事电视文化方面的报道和评论，与《南方周末》文化娱乐记者袁蕾被业界人士戏称为“南袁北孟”。 2013年起任《Vista看天下》杂志副主编。
她曾用笔名「凌霜华」、「孟久旱」、「孟十六」、「孟美静」，其中「凌霜华」为金庸小说《连城诀》中人物，被部分网友评价为“凌霜华是金庸笔下最悲情的女子”。

## 著作
1. 《八卦多一点》，新星出版社，2008年2月1日。
2. 《秀场后台》——三联生活周刊文丛（第二辑），生活·读书·新知三联书店，2010年1月[3]。